# Lara Fabian
Lara Fabian, původním jménem Lara Crokaert (* 9. ledna 1970 Etterbeek), je belgicko-kanadská zpěvačka známá pro svou charakteristickou práci s hlasem. Zpívá především francouzsky, italsky, španělsky a anglicky, přičemž všemi těmito jazyky hovoří plynně. Nazpívala též skladby v portugalštině a v roce 1988 vydala německou verzi písně „Croire“ („Glaub“), a to i přesto, že ani jedním z těchto dvou jazyků nehovoří. Na svém kontě má dále písně v nizozemštině, ruštině, hebrejštině či v turečtině. Prodala přes 12 milionů nosičů a nahrávací společnosti spolu s některými médii o ní hovoří jako o „nové Céline Dion“. V roce 1994 se stala kanadskou občankou. Žije v Montréalu.

## Biografie
Lara měla vlámského otce a sicilskou matku. Její křestní jméno „Lara“ je inspirováno úvodní melodií filmu Doktor Živago. Přestože se narodila v Etterbeeku v Belgii, strávila prvních pět let v Katánii na Sicílii, kde se před návratem zpět do Bruselu naučila svůj první jazyk – italštinu. Už ve velmi raném věku začala brát hodiny klavíru. V osmi letech začala navštěvovat Královskou konzervatoř v Bruselu. Během deseti let studií na konzervatoři psala a upravovala své vlastní písně. Před studiem na konzervatoři chtěla studovat práva. Její písně jsou do značné míry ovlivněné klasickým zpěvem a hudební teorií stejně jako u současných umělců jako Barbra Streisandová nebo skupina Queen.
V roce 1988 reprezentovala Lucembursko na Eurovision Song Contest v Dublinu s písní „Croire“ a umístila se na čtvrtém místě.

## Autorská činnost pro jiné umělce
Lara Fabian píše také pro jiné umělce a vybírá si především francouzské zpěvačky jako Chimène Badi, Nolwenn Leroy nebo Myrial Abel. Komponuje též pro Dana Levyho a v současné době spolupracuje s bývalou soutěžící z "Nouvelle Star 3", Roland.

## Diskografie

### Studiová alba
- 1991: Lara Fabian
- 1994: Carpe diem
- 1996: Pure
- 1999: Lara Fabian
- 2001: Nue
- 2004: A Wonderful Life
- 2005: 9
- 2009: Toutes les femmes en moi
- 2009: Every Woman in Me
- 2010: Mademoiselle Zhivago
- 2013: Le Secret
- 2015: Ma vie dans la tienne
- 2017: Camouflage
- 2019: Papillon
- 2020: Lockdown sessions
- 2024: Je suis là

### Live alba
- 1999: Live 1999
- 2002: Live 2002
- 2003: En toute intimité
- 2006: Un regard 9 Live
- 2022: Lara Live 2022

### Kompilace
- 1998: De la Révélation à la Consécration
- 2010: Best of Lara Fabian
- 2015: Essential